# احمد جلال (بازیکن هندبال)
احمد جلال (انگلیسی: Ahmed Jalal؛ زادهٔ ۳۱ ژانویهٔ ۱۹۹۸) بازیکن هندبال اهل بحرین است.